# Bern (Kansas)
Bern ist eine City im Nemaha County im US-Bundesstaat Kansas. Das U.S. Census Bureau hat bei der Volkszählung 2020 eine Einwohnerzahl von 161 ermittelt. Die Bevölkerungsdichte liegt bei 230 Einwohnern je km².

## Geografie
Bern liegt im Norden Kansas nahe der Grenze zum Bundesstaat Nebraska in den Rolling Hills 107 km nördlich von Topeka, ca. 135 km nordwestlich von Kansas City, 122 km südöstlich von Lincoln und ca. 143 km südlich von Omaha. Es hat eine Fläche von 0,7 km², wovon 0 km² Wasserfläche ist.

## Geschichte
Die ersten Siedler des Countys waren fünf Schweizer Familien. Sie hießen Meshing, Blauer, Minger, Lehman und Spring. Sie kamen 1854 und 1855 in den County. Sie waren die ersten, die das Land um Bern bewirtschafteten. Bern wurde während des Winters 1886/1887 an der neu errichteten Chicago, Kansas and Nebraska Railroad von Oberst Henry Baker gegründet. Am 3. April 1887 lief der erste Zug in Bern ein und am 25. Januar 1967 der letzte.

## Veranstaltungen
- Fourth of July Celebration, ein Fest
- Old Time Saturday Night, ein Fest mit alter Musik das jedes Jahr an einem Samstag im August stattfindet.
- Summer Picnic in the Park, ein Picknick das normalerweise am dritten Samstag im Juni stattfindet. Es findet im Stadtpark von Bern statt.

## Erholung
In der Umgebung um Bern werden Fasan- und Wachteljagden angeboten. An den nahe gelegenen Seen kann man Wasserski fahren, Fischen und Bootfahren.

## Wirtschaft
Bern lebt hauptsächlich von der Landwirtschaft.

## Verkehr
Bern wird von der Kansas State Route 71 tangiert.

## Kirchen
Bern besitzt 4 Kirchen:
- Die Bern United Methodist Church wurde 1887 errichtet. Sie liegt an der 527 Main Street.
- Die Apostolic Christian Church of Bern wurde 1889 errichtet. 1927 wurde sie neu errichtet. Sie liegt 6 Kilometer südöstlich von Bern.
- Die Frieden's United Church of Christ wurde 1892 errichtet. Sie liegt 8 Kilometer westlich von Bern an der Kansas State Route 63.
- Die Four Mile Congregational Church wurde 1894 errichtet. Sie liegt 8 Kilometer nördlich von Bern an der Nebraska State Route 8.

## Demografische Daten
Das durchschnittliche Einkommen eines Haushalts liegt bei 40.417 USD, das durchschnittliche Einkommen einer Familie bei 49.000 USD. Männer haben ein durchschnittliches Einkommen von 34.063 USD gegenüber den Frauen mit durchschnittlich 21.563 USD. Das Pro-Kopf-Einkommen liegt bei 16.254 USD. 7,4 % der Einwohner und 7,1 % der Familien leben unterhalb der Armutsgrenze. 27,5 % der Einwohner sind unter 18 Jahre alt und auf 100 Frauen ab 18 Jahre und darüber kommen statistisch 85 Männer (Stand: 2000).
Die meisten Einwohner sind deutscher Abstammung (50,5 %), gefolgt von Schweizern (21,6 %), Iren (5,4 %), amerikanischen Ureinwohnern (4,4 %), Schweden (3,4 %) und Engländern (2,0 %).

## Söhne und Töchter des Ortes
- Herman F. Krueger (1894–1991), Politiker